# Albert Geisser
Albert Geisser (Torino, 13 febbraio 1859 – Roma, 11 febbraio 1929) è stato un avvocato, banchiere e filantropo svizzero.

## Biografia
Albert fu il secondogenito di Ulrich Geisser, capostipite di una famiglia svizzera del cantone San Gallo giunta a Torino nel 1846. Fu presidente della Cassa di Risparmio di Torino, consigliere comunale, console generale svizzero in Italia. Realizzò importanti iniziative filantropiche e socio-economiche e nel 1907 fondò il Consorzio delle biblioteche. Di idee illuminate e progressiste, riteneva che l'istruzione non fosse solo compito della scuola, ma anche di strutture come le biblioteche circolanti, che per opera sua furono istituite a Torino.
Tra il 1913 e il 1914 Geisser costituisce l'Istituto Italiano Proiezioni Luminose per scopi didattici ed educativi, considerata la prima cinematografia di propaganda culturale in Italia prima della creazione dell'Istituto Luce nel '24.
L'attuale biblioteca del parco Michelotti porta il suo nome.
Fu anche presidente del Comitato Pro Collina Torinese e progettò il collegamento stradale tra i colli di Superga e della Maddalena: i dodici chilometri della dorsale col famoso tratto della “Panoramica” furono ultimati dal Comune nel 1931 grazie ai suoi lasciti.
Nel 1929, Albert Geisser morì a Roma in albergo, il giorno prima di essere nominato Senatore del Regno.